# Moc chwilowa
Moc chwilowa prądu elektrycznego – pochodna energii elektrycznej względem czasu będąca miarą szybkości, z jaką ta energia jest dostarczana do odbiornika w danej chwili. Moc chwilowa jest iloczynem wartości chwilowych napięcia i natężenia prądu:
{\displaystyle p={\frac {\operatorname {d} W}{\operatorname {d} t}}=u\cdot i,}
gdzie:
{\displaystyle p} – moc chwilowa,
{\displaystyle \operatorname {d} W} – energia elektryczna dostarczona do odbiornika w przedziale czasu o długości {\displaystyle \operatorname {d} t,}
{\displaystyle u} – napięcie chwilowe,
{\displaystyle i} – chwilowe natężenie prądu.
Jednostką mocy chwilowej jest wat.
Moc chwilowa jest wielkością skalarną i może przybierać wartości dodatnie oraz ujemne. Jeśli moc chwilowa jest dodatnia, to energia elektryczna jest dostarczana ze źródła do odbiornika, natomiast jeśli moc chwilowa jest ujemna, to energia elektryczna jest dostarczana z odbiornika do źródła.
Moc chwilowa może być mocą energii pobieranej przez element obwodu (mocą pobieraną) gdy zwroty prądu i napięcia są przeciwne. Mówimy wtedy o tzw. „orientacji odbiornikowej”. Moc chwilowa może być też mocą energii oddawanej przez element obwodu (mocą oddawaną) gdy zwroty prądu i napięcia są zgodne. Mówimy wtedy o tzw. „orientacji nadajnikowej”.

## Moc chwilowa w stanie ustalonym w obwodach liniowych prądu sinusoidalnego

Przebiegi napięcia, prądu i mocy chwilowej w funkcji czasu.

Załóżmy, że faza napięcia na zaciskach pewnego odbiornika wynosi {\displaystyle 0,} natomiast prąd jest opóźniony względem napięcia o kąt {\displaystyle \varphi ,} tak jak to pokazano na rysunku obok. Napięcie i prąd są więc określone wzorami {\displaystyle u=U_{m}\sin \omega t} oraz {\displaystyle i=I_{m}\sin(\omega t-\varphi ).} Wobec tego moc chwilowa wynosi:
{\displaystyle p=u\cdot i=U_{m}\sin \omega t\cdot I_{m}\sin(\omega t-\varphi )={\frac {U_{m}I_{m}}{2}}[\cos \varphi -\cos(2\omega t-\varphi )].}
Przyjmując, że {\displaystyle U={\tfrac {U_{m}}{\sqrt {2}}}} oraz {\displaystyle I={\tfrac {I_{m}}{\sqrt {2}}}} są wartościami skutecznymi napięcia i prądu, moc chwilową można wyrazić jako:
{\displaystyle p=UI\cos \varphi -UI\cos(2\omega t-\varphi ).}
Z powyższego wzoru wynika, że moc chwilowa ma składową zmienną, która oscyluje z pulsacją {\displaystyle 2\omega } wokół składowej stałej {\displaystyle P=UI\cos \varphi .} {\displaystyle P} wyraża moc średnią za okres, która jest nazywana mocą czynną. Natomiast {\displaystyle \cos \varphi } jest nazywany współczynnikiem mocy.